# Cadet (stacja metra)
Cadet – stacja linii 7 metra w Paryżu, położona w 9. dzielnicy.

## Stacja

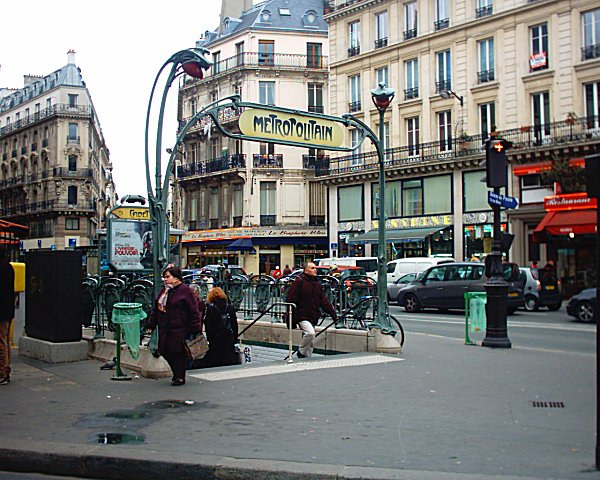
Wejście na stację.

Stacja została otwarta w 1910 roku. Posiada jednonawową halę peronową z dwoma peronami bocznymi, na których wykonano dekorację w barwach flagi Stanów Zjednoczonych.
Nazwa stacji pochodzi od pobliskiej ulicy – Rue Cadet. Ta zaś w XVII wieku nosiła nazwę Rue de la Voirie (fr. ulica Wysypiska) z powodu składowiska nieczystości używanych w rosnących w okolicy uprawach warzywnych braci Cadet, Jacques'a i Jeana, potomków rycerza Cadet de Chambine, jako nawóz. Nazwisko braci jest źródłem współczesnej nazwy ulicy.
Wejście na stację, zaprojektowane w 1900 roku przez Hectora Guimarda, jest od 29 maja 1978 wpisane na listę zabytków.

## Przesiadki
Stacja umożliwia przesiadki na autobusy dzienne RATP.

## Otoczenie
W pobliżu stacji znajdują się:
- siedziba Wielkiego Wschodu Francji z Muzeum Wolnomularstwa
- synagoga Adas Yereim